# Los Machucambos
Los Machucambos est un groupe de musique latine (essentiellement), formé à Paris dans le Quartier latin, en 1959 par un Espagnol, Rafael Gayoso (1930-2015), une Costaricienne, Julia Cortés (1934-2008) (petite-fille de l'ancien président León Cortés Castro), et un Péruvien, Milton Zapata, remplacé à la fin de l'année 1960 par un Italien, Romano Zanotti.

## Historique et répertoire

### Amérique latine: chansons mexicaines, brésiliennes, argentines, cha-cha-chas et folklore andin
Le groupe s'appelait Los Acapulcos avant que le chanteur mexicain Pedro quitte le groupe pour une histoire personnelle et soit remplacé par Julia Cortés.
Le nom Los Machucambos est repris du nom donné par certains Indiens d'Amérique du Sud au tatou des Andes, animal dont ils utilisent la carapace pour fabriquer le charango, sorte de petite mandoline, instrument utilisé par le groupe.

### La Bamba et Pepito
Le trio se fait rapidement connaître, notamment grâce aux Jeunesses musicales de France. Ils importent en Europe la célèbre Bamba, qui obtient le grand prix de l'Académie française du disque. Mais c'est surtout un cha-cha-cha, Pepito, qui les lance sur la scène internationale en 1961.
Il est suivi de très nombreux succès grâce à la voix exceptionnelle et particulièrement expressive de Julia Cortés, mais aussi grâce à des polyphonies et une rythmique latine très soutenues. Succès portés aussi par la grande vogue en France, dans les années 1960 et 1970, des musiques latines et de la musique des Andes. En témoigne leur utilisation fréquente, outre la guitare et les rythmiques, d'instruments traditionnels comme le charango (d'où leur nom de groupe), la kena, les harpes andine ou paraguayenne.
Leur répertoire se compose d'airs très dansants. Mais il est varié et comporte aussi bien des airs du folklore sud-américain, que des chansons écrites par des grands noms de la chanson française tels Charles Aznavour et Léo Ferré, ou bien réciproquement, ils ont adapté pour eux en espagnol plusieurs de leurs chansons, comme par exemple le tube international de Michel Sardou La Maladie d'amour adaptée en espagnol par Rafael sous le titre El Mal de amor.
En 1972, Julia Cortés tombe gravement malade et doit quitter le groupe pour aller se soigner au Costa Rica. Comme le dit Rafaêl Gayoso : 

« Elle a été victime d'une inflammation de la membrane qui couvre le cerveau [une méningite? N.D.L.R.]. Elle a perdu la vue et la mémoire et est devenue presque un enfant. La seule perspective qui restait était de l'interner. On décide finalement qu'elle aille vivre avec ses parents qui avaient un pavillon à la campagne, au Costa-Rica. ».

Elle est alors remplacée par Anne-Marie Cayre-Bessalel (du groupe Los Chacos), puis par María Licata et Florence. Mais Florence ne reste « pas trop longtemps », et part vivre en Afrique. Elle est remplacée par María de Aparecida. De 1980 à octobre 2005, le groupe accueille la chanteuse chilienne Mariana Montalvo, tout en poursuivant en parallèle sa carrière en soliste comme auteure-compositrice-interprète, dans la mouvance du courant en France de la Nueva canción chilena, avec les exilés chiliens de Paris à partir du coup d'état de Pinochet en 1973.

Entretemps, Julia Cortés s'est guérie peu à peu de sa maladie au Costa Rica. « En 2004, le groupe composé du trio initial se réunit, enregistre un nouvel album et donne un concert au Costa Rica, terre natale de Julia Cortès. Le nouveau disque est intitulé  Como Antes (« Comme avant ») , un hommage et une continuité du passé commun vécu [il y a] plus de 40 ans et depuis ». Rafael Gayoso, toujours : 

« C'est ainsi que nous l'avons retrouvée 30 ans plus tard, en 2004, pour un concert à l’Auditorio Nacional de Costa Rica, puis en 2005, au Teatro Melico Salazar. La salle qui comptait 900 places était pleine. ».

Los Machucambos ont toujours rendu hommage à Violeta Parra et à Atahualpa Yupanqui en reprenant certaines de leurs chansons.
En 2006-2007, le groupe participe à la première saison de la tournée Âge Tendre et Têtes de Bois.
Julia Cortés est morte à San José (Costa Rica), le 21 novembre 2008,.
Rafael Gayoso est mort le 25 décembre 2015.

## Évolution du groupe
- De 1959 à 1960 : Rafaêl Gayoso, Julia Cortés et Milton Zapata.
- De 1960 à 1973 : Rafaêl Gayoso, Julia Cortés et Romano Zanotti. Collaboration régulière avec le harpiste paraguayen Ignacio Alderete, qui sera aussi membre du groupe Les Guaranis, et fondateur du groupe Cochabamba[12].
- De 1972 à 1974 : Anne-Marie Cayre-Bessalel , Rafael Gayoso, Romano Zanotti ,(Olympia avec Charles Aznavour) , puis Florence .
- De 1973 à 1975 : Rafael Gayoso, Romano Zanotti, María Licata, et Florence.
- De 1976 à 1980 : Rafael Gayoso, Romano Zanotti, María Licata et María de Aparecida.
- De 1980 à 2005 : arrivée de la chilienne Mariana Montalvo.
- À partir de janvier 2006 : Haileey, nouvelle chanteuse du groupe.

## Quelques grands succès

### Genres
Leurs chansons alternent notamment entre :
- des chansons mexicaines (que jouent aussi les mariachis),
- des chansons espagnoles ou flamenco,
- des compositions brésiliennes sur des rythmes de Bossa nova et de Samba des carnavals de Rio,
- des musiques cubaines (Cha-cha-cha, Salsa, Guajira), et
- des chansons de l'aire andine, comme El cóndor pasa[13] (notamment avec Los Chacos[2]), ou Gracias a la vida[14] de Violeta Parra, ou encore le disque « Te Recuerdo... Víctor Jara » (chez Decca, 1977), entièrement consacré à des reprises de chansons du grand cantautor  (« auteur-compositeur-interprète ») chilien[15].

### Quelques titres
- La Bamba, succès qui les fit connaître en 1960,
- Perfidia, boléro
- Granada
- Professor Bach
- Cuando calienta el sol (Lorsque le soleil chauffe)
- Non Monsieur, cha-cha
- Ciel de lit
- Otorrino Laringologo, cha-cha humoristique
- Guantanamera, guajira
- La Cucaracha, valse mexicaine
- Contigo en la distancia
- María Elena (en)
- Mas que nada
- Hasta siempre commandante Che Guevara
- Gracias a la vida
- Te Recuerdo Amanda
- Pepito, cha-cha (que reprit Patrick Sébastien imitant Bourvil)
- Luna de Maracaïbo, zapateado mexicain
- Brazil, samba

## Dans la culture
Sauf indication contraire ou complémentaire, les informations mentionnées dans cette section proviennent du générique de fin de l'œuvre audiovisuelle présentée ici.
- Pepito (Mi Corazon) - 2014 : Week-ends d'Anne Villacèque